# العلاقات البيلاروسية الفلسطينية
العلاقات البيلاروسية الفلسطينية هي العلاقات الدولية بين بيلاروسيا ودولة فلسطين. اعترفت جمهورية بيلوروسيا الاشتراكية السوفياتية بالدولة الفلسطينية في 19 نوفمبر 1988. لدولة فلسطين سفارة في مينسك، افتتحت عام 2003.

## التاريخ
أكد نائب وزير الخارجية البيلاروسي أندريه دابكيوناس في عام 2017 أن موقف البلاد من القدس لم يتغير. «الحل العادل والطويل الأمد للصراع الفلسطيني الإسرائيلي من خلال الدبلوماسية والسياسة على أساس القانون الدولي، بما في ذلك قرارات الأمم المتحدة، هو وجهة نظر بيلاروسيا».